# Georg Staudacher
Georg Staudacher (ur. 1 sierpnia 1898, zm. 15 października 1981) – as lotnictwa (w rozumieniu współczesnych kryteriów, według których pilota samolotu myśliwskiego tytułuje się asem po uzyskaniu pięciu zestrzeleń) niemieckiego Luftstreitkräfte z 6 potwierdzonymi zwycięstwami w I wojnie światowej. 
W pierwszej połowie 1918 roku rozpoczął służbę w Jagdstaffel 1. Pierwsze potwierdzone zwycięstwo powietrzne odniósł 14 sierpnia, a ostatnie 4 września. 
Losy powojenne Georga Staudachera nie są znane, wiadomo tylko, że zmarł w 1981 roku w wieku 83 lat.